# منهتن (فلوریدا)
منهتن (به انگلیسی: Manhattan) یک منطقهٔ مسکونی در ایالات متحده آمریکا است که در فلوریدا واقع شده‌است. منهتن ۲۱٫۹۵ متر بالاتر از سطح دریا قرار دارد.

## تاریخ
منهتن پس از منهتن، شهر نیویورک نامگذاری شد. این شهر توسط سرمایه‌گذاران در سال ۱۹۲۶ ایجاد شد. در آن زمان بنگاهی در زمینه زمین املاک و مستغلات، به وجود آمد، بنگاه جدید فلوریدا معروف به بوم مستغلات در فلوریدا که یک دگرگونی بنیادی در زمینه مستغلات و املاک به وجود آورد. در این بنگاه تقریباً هیچ ساختاری به غیر از ساختمان‌ها برای فروش و در معرض فروش عمومی وجود نداشت. در آن زمان اطلاعات به‌طور گسترده ثبت شد. امروزه در آن بنگاه سابق شهر چیزی باقی نمانده. این بنگاه در ساحل شمالی دریاچه ماناته قرار داشت.